# Paul Gaffney
Pour les articles homonymes, voir Gaffney.
Paul Gaffney dit « Showtime », né en 1968, est un joueur de basket-ball des Harlem Globetrotters. Il mesure 1,98 m.

## Biographie
Gaffeny fait ses études universitaires au Tennessee Wesleyan. Gaffney participe en 1995 à « l'Ultimate Challenge » contre Kareem Abdul-Jabbar. En 1996, il reçoit le « M. Globetrotter Award, » voté par les équipiers et le personnel. Il a aussi reçu le Globetrotter Legacy Award, un anneau commémoratif honorant l'excellence des athlètes qui ont joué plus de trois ans avec le maillot rouge, blanc et bleu (couleurs des globetrotters). Il est l'un de quatre joueurs pour accepter le Victor Award pour l'accomplissement de la vie d'équipe pendant une émission nationale de télévision en juin 2001 à Las Vegas. En décembre 2006, Gaffney fait partie d'une excursion historique dans le Moyen-Orient, visitant 12 bases militaires des États-Unis dans cinq pays, y compris l'Irak. Gaffney commence en 2007 sa 14e saison avec les Harlem Globetrotters. Il décide de prendre sa retraite en 2008 après 15 ans aux Harlem Globetrotters, 2250 matchs dans 80 pays différents.
Avide de golf, Gaffney représente fréquemment le Globetrotters aux tournois de golf de charité dans différents pays.